# Повей (Каліфорнія)
Повей (англ. Poway) — місто (англ. city) в США, в окрузі Сан-Дієго штату Каліфорнія. Населення — 48 841 особа (2020).

## Географія
Повей розташований за координатами 32°59′16″ пн. ш. 117°1′19″ зх. д. / 32.98778° пн. ш. 117.02194° зх. д. (32.987702, -117.021843).  За даними Бюро перепису населення США в 2010 році місто мало площу 101,44 км², з яких 101,21 км² — суходіл та 0,22 км² — водойми.

### Клімат
| Клімат : Повей          | Клімат : Повей | Клімат : Повей | Клімат : Повей | Клімат : Повей | Клімат : Повей | Клімат : Повей | Клімат : Повей | Клімат : Повей | Клімат : Повей | Клімат : Повей | Клімат : Повей | Клімат : Повей | Клімат : Повей |
| Показник                | Січ.           | Лют.           | Бер.           | Квіт.          | Трав.          | Черв.          | Лип.           | Серп.          | Вер.           | Жовт.          | Лист.          | Груд.          | Рік            |
| Абсолютний максимум, °C | 35,0           | 35,6           | 37,8           | 39,4           | 40,6           | 43,3           | 45,6           | 44,4           | 43,9           | 40,6           | 37,8           | 33,3           | 45,6           |
| Середній максимум, °C   | 19,4           | 19,4           | 21,1           | 22,2           | 24,4           | 27,2           | 27,8           | 27,2           | 25,0           | 22,2           | 20,0           | 19,4           | 23,0           |
| Середній мінімум, °C    | 6,7            | 7,2            | 9,4            | 11,7           | 13,9           | 16,1           | 16,7           | 16,1           | 12,8           | 8,9            | 7,8            | 6,1            | 11,1           |
| Абсолютний мінімум, °C  | −5,6           | −3,9           | −2,2           | −0,6           | 3,9            | 6,1            | 7,2            | 7,8            | 3,9            | 1,7            | −3,3           | −5             | −5,6           |
| Норма опадів, мм        | 64             | 59             | 63             | 22             | 7              | 2              | 1              | 2              | 7              | 12             | 30             | 35             | 304            |
| ----------------------- | -------------- | -------------- | -------------- | -------------- | -------------- | -------------- | -------------- | -------------- | -------------- | -------------- | -------------- | -------------- | -------------- |
| Джерело:                |                |                |                |                |                |                |                |                |                |                |                |                |                |

## Демографія
Згідно з переписом 2010 року, у місті мешкало 47 811 особа в 16 128 домогосподарствах у складі 12 940 родин. Густота населення становила 471 особа/км².  Було 16715 помешкань (165/км²).
Расовий склад населення:
| - 76,9 % — білих - 10,2 % — азіатів - 1,6 % — чорних або афроамериканців - 0,6 % — корінних американців - 0,2 % — вихідців з тихоокеанських островів - 6,2 % — осіб інших рас |

До двох чи більше рас належало 4,3 %. Частка іспаномовних становила 15,7 % від усіх жителів.
За віковим діапазоном населення розподілялося таким чином: 25,0 % — особи молодші 18 років, 62,7 % — особи у віці 18—64 років, 12,3 % — особи у віці 65 років та старші. Медіана віку мешканця становила 41,3 року. На 100 осіб жіночої статі у місті припадало 97,1 чоловіків;  на 100 жінок у віці від 18 років та старших — 94,5 чоловіків також старших 18 років.
Середній дохід на одне домашнє господарство  становив 122 651 долар США (медіана — 95 815), а середній дохід на одну сім'ю — 134 568 доларів (медіана — 109 805). Медіана доходів становила 71 006 доларів для чоловіків та 49 654 долари для жінок. За межею бідності перебувало 6,0 % осіб, у тому числі 6,4 % дітей у віці до 18 років та 6,2 % осіб у віці 65 років та старших.
Цивільне працевлаштоване населення становило 23 404 особи. Основні галузі зайнятості: освіта, охорона здоров'я та соціальна допомога — 22,3 %, науковці, спеціалісти, менеджери — 16,8 %, виробництво — 11,9 %, роздрібна торгівля — 11,5 %.